# Chiliarch
Chiliarch (griechisch χιλίαρχος, chiliarchos) war die griechische Bezeichnung für den Kommandeur der „Apfelträgergarde“ im Perserreich der Achämeniden bzw. für den Kommandeur von 1000 Mann. Er übernahm später auch wichtige Regierungsfunktionen, die in der (älteren) Forschung oft mit denen eines orientalischen Wesirs verglichen werden; inwiefern dies zutrifft, ist umstritten. So war er wohl beispielsweise für die Überwachung des Hofverkehrs zuständig, vielleicht auch für Einführung von Gesandten, obwohl auch in diesem Punkt in der Forschung keine Einigung herrscht.
Alexander der Große übernahm dieses Amt und machte es zum höchsten Reichsamt. Er übertrug es zunächst seinem engsten Freund Hephaistion, nach dessen Tod wurde Perdikkas Chiliarch, und auch bei den Diadochen blieb damit ein hohes Hofamt verbunden. Es gibt jedoch keine Hinweise auf die Existenz des Titels unter den Parthern, obwohl dies möglich wäre. Unter den Sassaniden taucht der Titel unter einem anderen Namen wieder auf (Hazaúrbed); er findet sich beispielsweise auch in der Inschrift Schapurs I. bei Naqsch-e Rostam wieder (mittelpersisch hz’lwpt, parthisch hzrwpt).
Im byzantinischen Reich bezeichnete der Begriff den Kommandeur einer Chiliarchie von 1000 Mann, oft auch als Moira, Droungos oder Taxiarchie genannt. Auch in der Bibel wird an mehreren Stellen von Chiliarchen als Anführern einer Tausendschaft berichtet (Markus 6,21 – Johannes 18,12 – Apostelgeschichte 21–25 – Offenbarung 6,15 und 19,18).

## Etymologie
Der altgriechische Begriff des Chiliarchen wird oft mit einem altpersischen Begriff *hazarapatiš verbunden, der vom Wortschatz der achämenidischen Königsinschriften nicht überliefert ist. Die Verbindung zwischen den beiden Begriffen wurde 1940 von Peter Julius Junge in seinem Aufsatz Hazarapatiš gemacht. Darin schreibt er: „Der Hazarapatiš (Tausendschaftsführer), griech. Chiliarchos, so genannt als Kommandeur der königlichen Leibgarde von 1000 Mann, (…)“ und in der Fußnote erklärt er: „Diese Bezeichnung, schon auf Grund des griechischen χιλίαρχος [chiliarchos] anzunehmen, wird gesichert durch Wiedergaben wie άζαραπατίς [azarapatis vom Lexikon des Hesychios von Alexandria] (…) und άζαβαρίτης [azabarites von Ktesias von Knidos] (…)“.
Der persische Begriff *hazarapatiš wurde demnach direkt ins Griechische in der transliterierten Form azarapateis entlehnt, das von Hesychios von Alexandria in der Mehrzahl und Ktesias von Knidos in der weniger präzisen Form azabarites überliefert ist. Hesychios von Alexandria definiert seinen Begriff mit sie sind unter den Persern diejenigen, die einführen (They are the introducers (eisaggeleis) among the Persians.) im Sinn von einem Audienzdienst für den König. Während die Aufgabe ursprünglich auf mehrere Personen verteilt war, scheint sie mit der Zeit zu einem Aufgabenbereich einer einzigen Person übergegangen zu sein.